# 사원수 모살
사원수 모살사건(四元帥謀殺事件)은 제2차 홍건적의 고려 침공 당시 고려군이 개경을 홍건적으로부터 탈환한 직후인 1362년 음력 1월에서 3월 사이에 부사령관급인 안우, 이방실, 김득배가 총사령관급인 총병관 정세운을 죽이고 뒤이어 자신들도 처형된 사건이다.
《고려사》에서는 김용이 정세운과 권세를 다투었기에 음모를 꾸며 공민왕의 밀지를 조작하여 안, 이, 김이 정을 죽이게 만들고 세 사람이 공민왕에게 진상조사를 받기 전에 서둘러 처형했다고 하고 있으며 일반적인 정설도 그러하다.
그러나 공민왕이 군공을 세운 정세운을 두려워하여 김용을 시켜 꾸민 최종 흑막이라는 설도 존재한다. 공민왕은 본래 잔인하고 의심이 많은 인물로, 조카를 독살하고 왕위에 올랐으며, 다른 조카는 귀양보내는 길에 물에 빠뜨려 죽였고, 사원수 모살 이전에도 조일신, 인당 등을 죽인 적이 있다. 마찬가지로 사원수 역시 군공을 통한 그들의 권력 강화를 두려워한 공민왕이 음모를 꾸며 처치했고, 김용은 자신도 제거될까 두려워 먼저 반란을 일으켰다(흥왕사의 변)는 것이 음모론의 골자이다. 이 음모론은 근현대의 재해석이 아니고, 조선 시대 때부터 유계의 《여사제강》 등에서 제기하고 있는 바이다.
문화방송의 드라마 《신돈》의 제41회와 제42회에 걸쳐 이 사건을 다루고 있다.